# ATRAN 항공
ATRAN 항공(러시아어: ООО «АТРАН», 영어: ATRAN)은 러시아의 화물 항공사로 허브 공항은 도모데도보 국제공항이 있으며 계열사는 러시아의 화물 항공사인 볼가 드네포르 항공이 있다.

## 역사
1942년에 모스크바 에이비에이션 엔터프라이즈(영어: Moscow Aviation Enterprise)로 설립 했으며 1980년에 트랜스포트 에이비에이션(영어: Transport Aviation)로 한 차례 사명을 변경 했다가 1990년에 아비아 트랜스(영어: Aviatrans)로 변경했다. 1993년에 민간 공공 유한 책임 회사가 되었고 1997년에 현재의 사명으로 변경했다.

## 사건 및 사고
- 2007년 7월 29일, (등록번호: RA-93912) 안토노프 An-12가 모스크바-옴스크-브라츠크 노선으로 운행할 예정이었고, 이륙한 후 도모데도보 국제공항에서 4km 떨어진 곳에서 추락하여 승무원 7명이 사망했다.